# Libeň
Libeň is een wijk van de Tsjechische hoofdstad Praag. Het oorspronkelijke stadje behoort tot de gemeente Praag en is grotendeels onderdeel van het gemeentelijke district Praag 8. Kleine delen van de wijk horen bij Praag 7 en 9. Libeň heeft 31.527 inwoners (2006).

## Geschiedenis
Waarschijnlijk werd Libeň al aan het begin van de geschiedschrijving in Bohemen gesticht. De eerste schriftelijke vermelding van de nederzetting stamt uit het jaar 1039, maar archeologische vondsten wijzen op eerdere bewoning.
De eerste landheren van het dorp waren van 1363 tot 1436 van het geslacht Rotlev. Zij werden in de daaropvolgende eeuwen opgevolgd door een groot aantal andere geslachten, totdat het dorp in 1662 werd verkocht aan de Oude Stad, in de huidige binnenstad van Praag. Op het moment van de verkoop bestond Libeň uit een kasteel met een kapel, een molen, een tolstation en verschillende andere gebouwen. Na de verkoop aan de stad Praag werd Libeň een geliefd zomerverblijf voor de bestuurders van de huidige hoofdstad.
Op 29 oktober 1898 kreeg het dorp de status van stad, drie jaar later werd de stad onderdeel van de hoofdstedelijke gemeente. Tot het jaar 1901 was het een zelfstandige gemeente en de laatste drie jaar van de zelfstandigheid had Libeň zelfs stadsrechten.

## Bezienswaardigheden
In Libeň staat de O₂ Arena, het multifunctionele ijshockeystadion van HC Slavia Praag. Het stadion heeft een capaciteit van 18.000 zitplaatsen. Naast de O₂ Arena zijn er nog meer bezienswaardigheden in de wijk. Er bevinden zich onder andere twee synagoges, de Nieuwe Synagoge en de Oude Synagoge, en de Sint-Adalbertkerk.

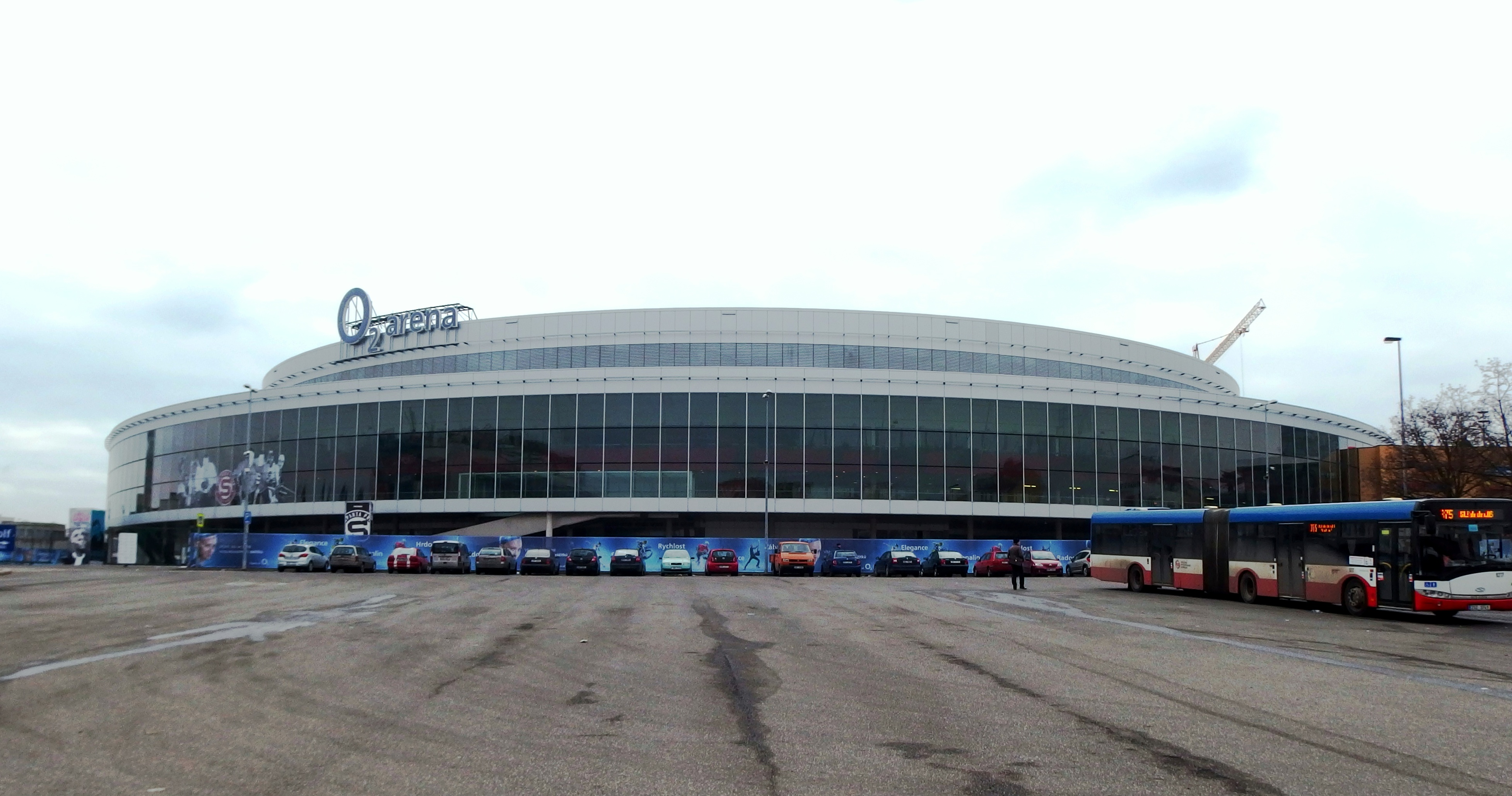
O₂ Arena
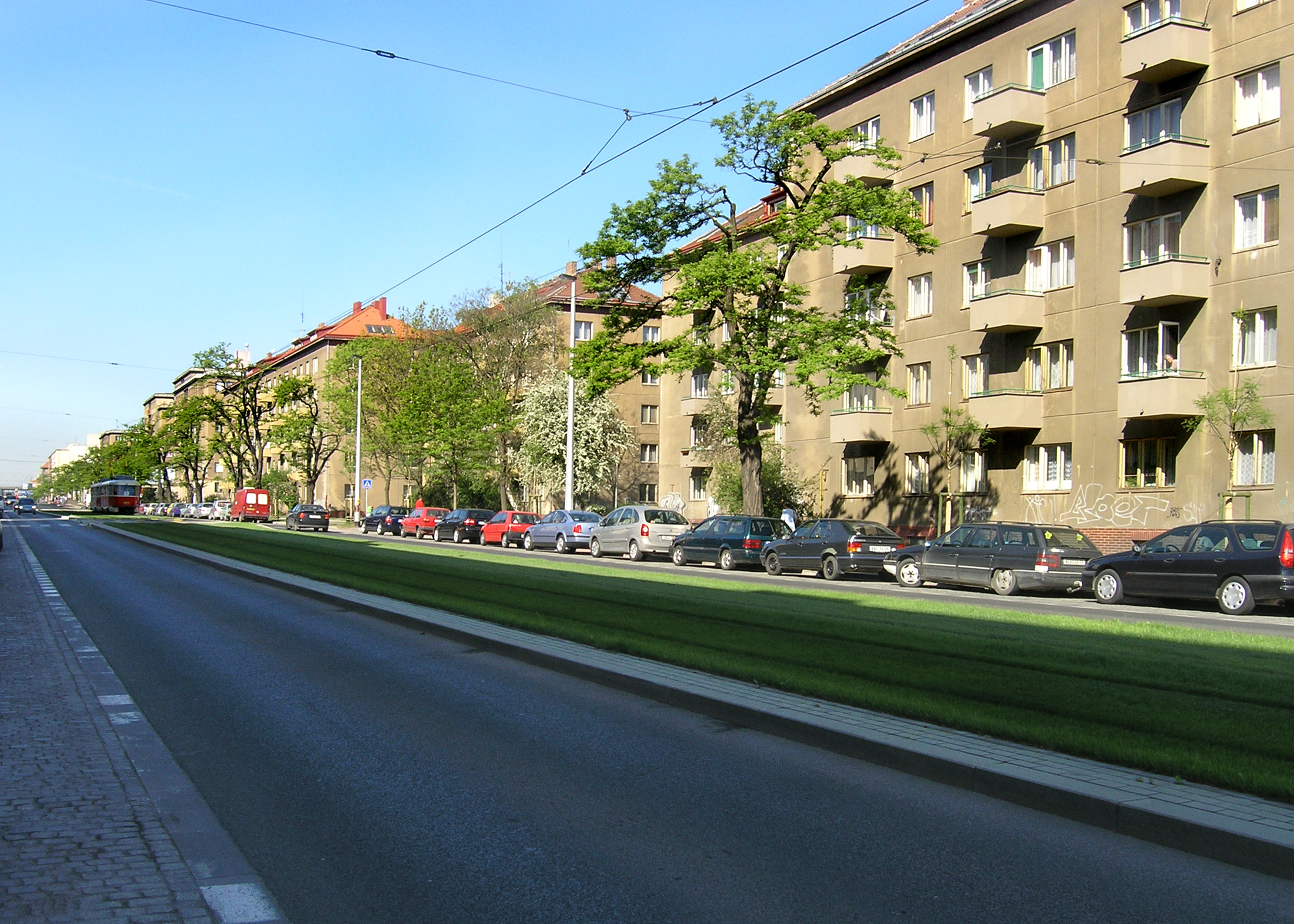
Straat in Libeň (zicht vanaf de grens met Vysočany)
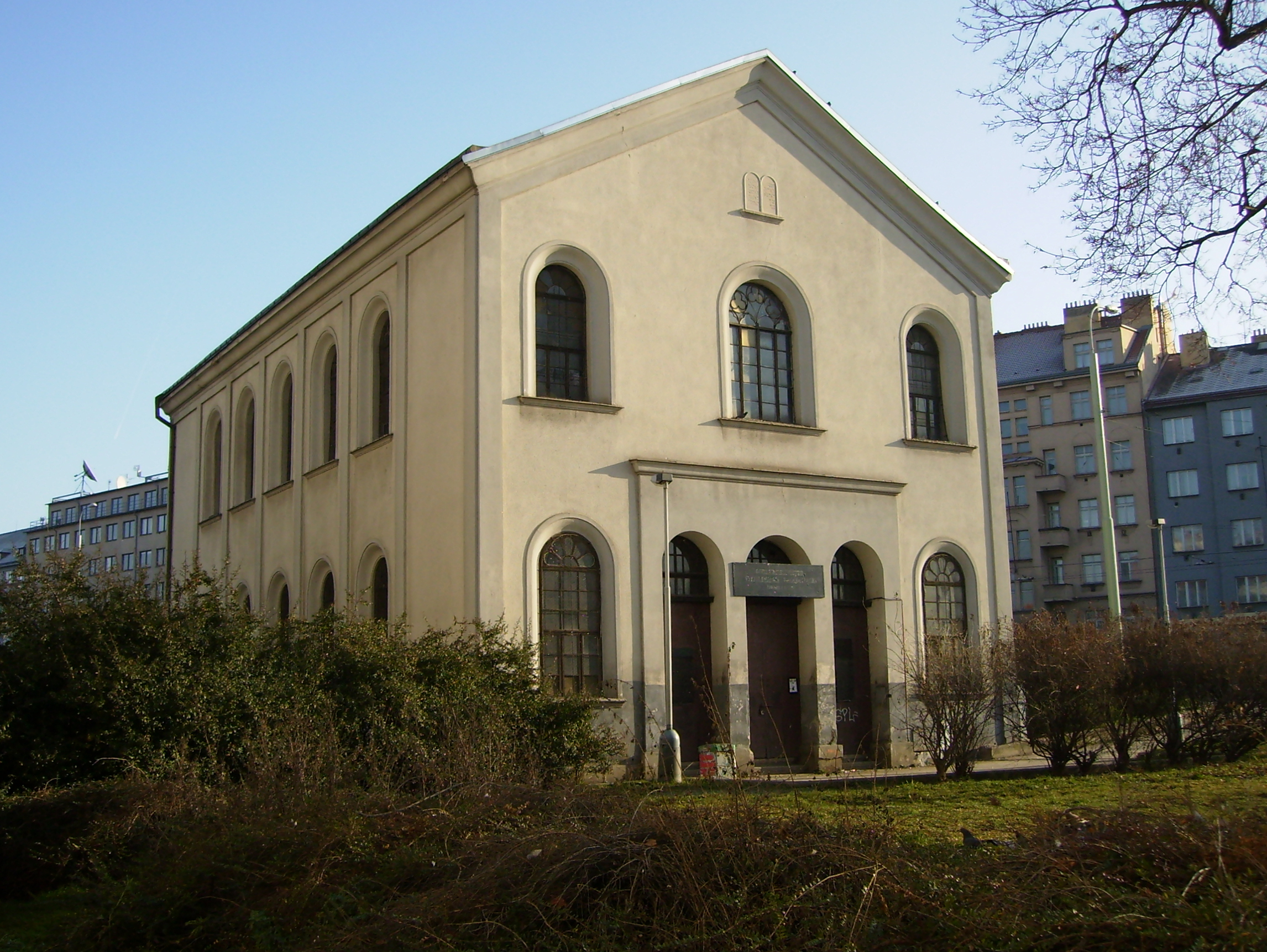
Synagoge in Libeň (bij de OV-halte Palmovka)